# 苯丙酸
苯丙酸（英語：或 hydrocinnamic acid）是一种分子式为C9H10O2的带芳香基团的羧酸，属于苯丙素类，是一种白色晶体，带有甜味，常温下有花香，在化妆品、食品和制药上有广泛应用。